# Rhaphidostegium cyparissoides
Rhaphidostegium cyparissoides là một loài Rêu trong họ Sematophyllaceae. Loài này được (Hornsch.) Broth. miêu tả khoa học đầu tiên năm 1891.